# Nouadhibou
Nouadhibou (arabisch نواذيبو, DMG Nawāḏībū), ehemals Port-Étienne, ist die zweitgrößte Stadt, der größte Hafen und das wirtschaftliche Zentrum Mauretaniens sowie die Hauptstadt der Verwaltungsregion Dakhlet Nouadhibou. Die Lage auf einer Halbinsel an der westafrikanischen Atlantikküste war ideal für den Bau eines Industriehafens Anfang der 1960er Jahre, über den seither das per Eisenbahn aus dem Abbaugebiet um Zouérate hertransportierte Eisenerz verschifft wird. Ein weiterer Wirtschaftszweig ist die Fischerei. Der Schiffsfriedhof von Nouadhibou ist das Symptom einer fehlgeleiteten staatlichen Wirtschaftspolitik.

## Lage
Nouadhibou liegt nahe der Grenze Mauretaniens zur Westsahara auf der geschützten Ostseite in der Mitte der wenige Kilometer breiten Landzunge Ras Nouadhibou. Diese ragt etwa 40 Kilometer nach Süden ins Meer und begrenzt die gleichnamige Bucht, Dakhlet Nouadhibou, die früher Baie du Lévrier hieß. Die in ihrem oberen Bereich sehr flache Bucht könnte einst eine Salzsenke (sebkha) mit einem Brackwassersee gewesen sein, von denen es in der Westsahara einige gibt und deren geologische Entstehung nicht eindeutig geklärt ist. Die Landesgrenze zur Westsahara folgt einem kolonialzeitlichen Teilungsplan und verläuft längs durch die Halbinsel bis zu ihrer Südspitze, wobei Mauretanien den östlichen Anteil erhalten hat und zum Gebiet der Westsahara der schmale unbesiedelte Wüstenstreifen an der Westküste gehört.
Der Stadtbereich erstreckt sich über etwa 15 Kilometer entlang der Küste von seinem Nordende bis zum südlichen Stadtteil Cansado. Weitere drei Kilometer südlich beginnt der Eisenerz-Verladehafen Port Minéralier, an dem die Bahnlinie von Zouérat endet. Etwas nördlich von Cansado zweigt eine fünf Kilometer lange Straße an die Westküste zu den Ruinen von La Gouira ab, einem ehemaligen spanischen Handelsort. Gelblich-weiße Kalkklippen fallen an der Westküste steil zum Sandstrand hinab. Die Südspitze der Halbinsel wurde als Nationalpark deklariert, dort sind außer mauretanischen Soldaten und einem Leuchtturm noch einige der seltenen Mittelmeer-Mönchsrobben anzutreffen.

## Bevölkerung
Zum Zeitpunkt der Unabhängigkeit lagen die Einwohnerzahlen aller mauretanischen Städte im vierstelligen Bereich, 1963 betrug die Zahl für Nouadhibou etwa 6.500. Nach der Volkszählung von 1988 hatte die Stadt 59.198 Einwohner. Die Bevölkerungszahl der Stadtgemeinde hat in den Jahren von 2000 bis 2023 von 72.337 auf 173.525 Einwohner zugenommen. Der Hauptort selbst hat ebenfalls 173.525 Einwohner (2023) und ist die mit Abstand zweitgrößte urbane Siedlung des Landes. Viele Bewohner sind Einwanderer aus Senegal, Guinea oder anderen westafrikanischen Staaten.

## Transport
Anfang 2005 war die 470 Kilometer lange Asphaltstraße nach Süden bis zur Landeshauptstadt Nouakchott fertiggestellt. Bis dahin war die Fahrt dorthin zeitaufwendig und nur mit Allradfahrzeugen entlang der Küste möglich. Nun ist die westafrikanische Küstenstraße zwischen Marokko und Senegal durchgehend asphaltiert und das letzte Teilstück des Kairo-Dakar-Highways geschlossen. Nach Norden sind es auf dieser Verbindung 60 Kilometer bis zur Grenze (bei der Siedlung Guerguarat) und weitere 400 Kilometer durch nahezu unbesiedelte Stein- und Sandwüste bis zur ersten westsaharanischen Stadt ad-Dakhla. Ins Landesinnere gibt es keine Straße.
Mehrere Busgesellschaften bieten von ihren jeweiligen Büros tägliche Fahrten nach Nouakchott an. Nach Ad-Dakhla gibt es keine durchgehenden öffentlichen Verkehrsmittel.
Nur mit der Eisenerzbahn Richtung Zouérat bis zur Station Choum ist Atar in der zentralen Region Adrar erreichbar.
Nouadhibou hat einen internationalen Flughafen (IATA-Kürzel NDB). Es bestehen regelmäßige Flugverbindungen nach Nouakchott und unregelmäßige zum Flughafen Gran Canaria.

## Geschichte
Ende des 19. Jahrhunderts begannen spanische, französische und britische Handelsgesellschaften Siedlungen an unbesiedelten westsaharanischen Küstenabschnitten anzulegen, um mit den nomadisch lebenden Sahrauis und Bidhan ins Geschäft zu kommen. Nach den Verträgen, die eine spanische Delegation mit dem Emir von Adrar abschloss, konnte der spanische Botschafter 1884 das Gebiet zwischen La Gouira und Kap Bojador im Norden zum Protektorat erklären. Zu dieser Zeit hatten Spanier die drei Siedlungen La Gouira, Villa Cisneros (das heutige Ad-Dakhla) und Villa Bens (das heutige Tarfaya an der marokkanischen Südgrenze) gegründet. Erst nach 1900 begannen Franzosen, die bereits um die Mitte des 19. Jahrhunderts das Gebiet des Senegal unter ihre Kontrolle gebracht hatten, nach Mauretanien vorzudringen. Dies geschah zunächst friedlich, ab 1905 verstärkt militärisch. Port-Étienne wurde in wirtschaftlicher Konkurrenz zu La Gouira 1906 als Fischereihafen gegründet und von Ernest Roume, 1902–1907 Generalgouverneur von Französisch-Westafrika, zu Ehren des Kolonialministers Eugène Étienne (1844–1921) benannt. Neben Port-Étienne waren Fort Gouraud (heute F’dérik) und Fort Trinquet (heute Bir Moghrein) weitere französische Ortsgründungen direkt an der Grenze zum spanischen Nachbarterritorium.
1908 eroberte die französische Armee die Stadt Atar im Kampf gegen Verbündete von Scheich Mā al-ʿAinin, dem wichtigsten Anführer des antikolonialen Befreiungskampfes. Die Hauptstadt des verehrten Mannes war Smara im Norden der spanischen Westsahara. Als 1913 ein französischer Trupp die von ihren Einwohnern kurz zuvor verlassene Stadt einnahm und die dortige Moschee und Bibliothek zerbombte, wurde das von den Sahrauis als Akt des Vandalismus aufgefasst. Der Widerstand einzelner Stämme, organisiert von Nachkommen Mā al-ʿAinins, hatte in den folgenden Jahren die Form von Raubüberfällen (ghazzis) und konzentrierte sich auf den Nordosten Mauretaniens. Am 26. März 1924 galt einer der Überfälle Port Étienne.

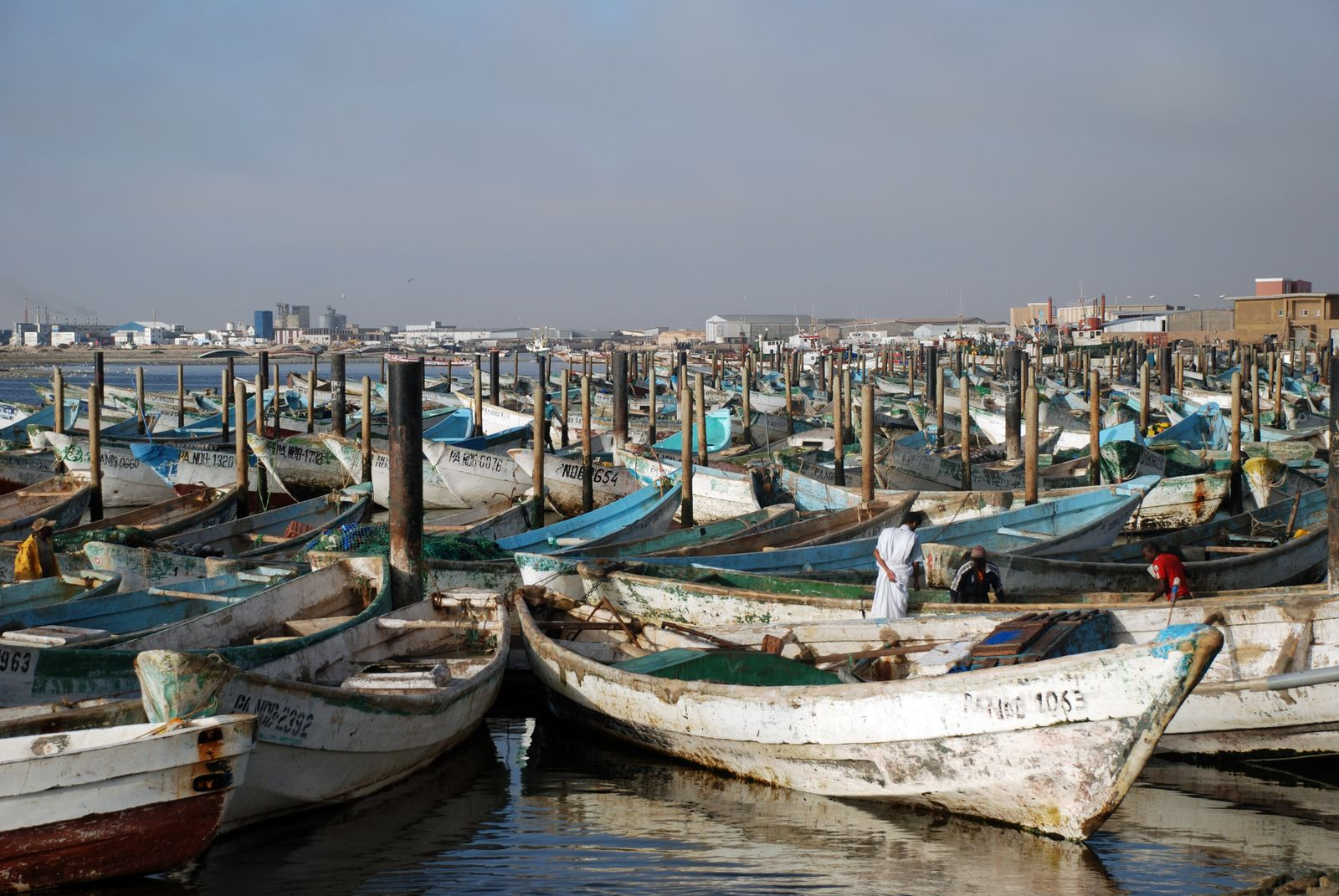
Fischereihafen Port Artisanal

Sahrauis betrieben bis zum 19. Jahrhundert nur bescheidenen eigenen Fischfang ohne Boote im Flachwasser, sie standen aber seit langem in Kontakt mit Fischern von den Kanarischen Inseln, von denen sie Fische eintauschten und ihnen dafür erlaubten, an Land ihre Boote zu warten und die Netze zu flicken. Deshalb ließen sich Sahrauis bereitwillig an den spanischen Niederlassungen und nach der Gründung von Port Étienne auch dort als Fischer und in der Fischverarbeitung anstellen. Industrialisiert wurden der Fischfang in Port Étienne 1921 durch die Gründung der Soc. Industrielle de la Grande Pêche.
Kamen in Villa Cisneros weniger Karawanen mit Handelswaren als erwartet an, so ging deren Zahl durch den neuen französischen Handelsposten weiter zurück. Um 1920 waren die drei spanischen Küstensiedlungen noch immer recht klein, beispielsweise zählte ein Arzt 1926 in Villa Cisneros 20 Häuser und 28 Zelte, auch ins Landesinnere waren die Spanier bis dahin nicht vorgedrungen. Dagegen hatten die Franzosen etliche Militär- und Verwaltungsstationen innerhalb Mauretaniens gegründet, und Port Étienne überragte La Gouira an Größe und Wirtschaftsleistung bereits deutlich. 1925 richtete die französische Co. Générale Aéropostale in Kap Juby (an der Südgrenze Marokkos), Villa Cisneros und Port-Étienne Flugplätze ein als Stützpunkte auf der Postflugstrecke Toulouse – Dakar (literarisch verarbeitet durch Antoine de Saint-Exupéry in Wind, Sand und Sterne).
Vor allem aus Mangel an geeignetem Bauholz besaßen die einheimischen Fischer (Imraguen) nie hochseetüchtige Schiffe. Um ihnen zu ermöglichen, eigene Fischerboote zu erwerben, gründeten die Franzosen 1951 die Soc. Indigène de Prévoyance de la Baie du Lévrier, die Geld verlieh, das innerhalb von zwei Jahren in Form des gefangenen Ertrags zurückerstattet werden konnte. Kanarische Fischer übernahmen die Ausbildung. 1970 scharten sich um die Fischfabrik von La Gouira wenige Dutzend Häuser, in denen 500 bis 750 Einwohner lebten, während die Bevölkerungszahl von Nouadhibou mit 11.000 angegeben wurde.
1960 wurde Mauretanien unabhängig, Westsahara blieb weiterhin spanisch. Eine Vereinbarung vom Februar 1964 erlaubte spanischen Fischkuttern den Fischfang in mauretanischen Gewässern, im Gegenzug investierten die Spanier in ein gemeinschaftliches Fischverarbeitungsunternehmen, Société des Industries Mauritaniennes de Pêche (IMAPEC) in Nouadhibou, das 1972 fertiggestellt war. Der Betrieb war ausgelegt, um 9000 Tonnen Fisch jährlich als Konserven, Trockenfisch, Salzfisch oder tiefgefroren zu verarbeiten, einschließlich 2000 Tonnen, die von kanarischen Fischern gefangen wurden.

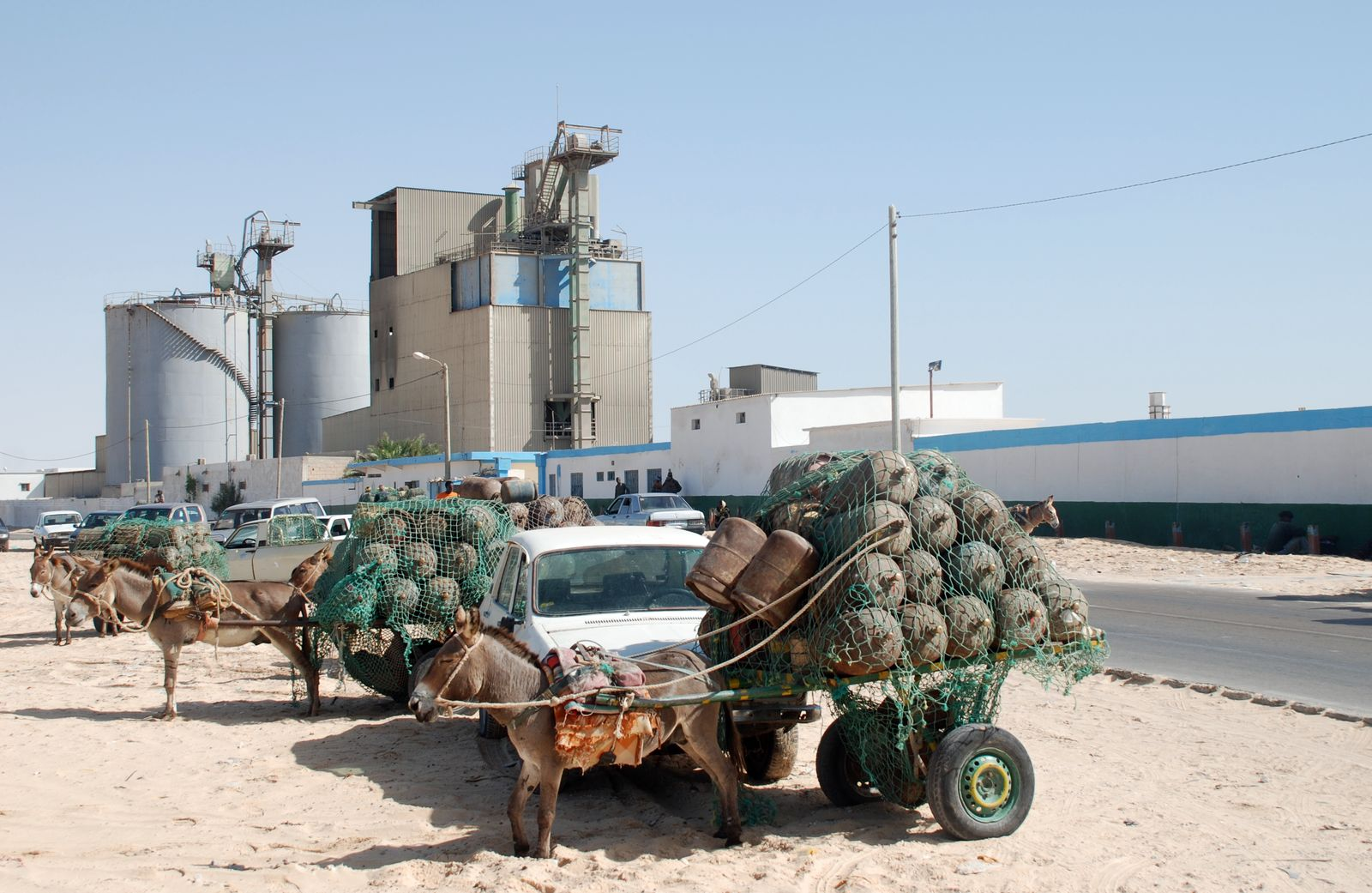
Flüssiggasanlage: Hier werden die Gasflaschen der gesamten Stadt gefüllt, die in den Haushalten zum Kochen gebraucht werden.

Südlich des kleinen Fischereihafens aus der französischen Kolonialzeit wurde Anfang der 1970er Jahre mit internationalen Hilfsgeldern eine neue Hafenanlage gebaut, die 1983 mit einem Kredit der Weltbank von 8 Millionen US-Dollar weiter ausgebaut wurde. Ein anderes Hilfsprogramm ermöglichte 1987 eine Hafenerweiterung für die Güterverladung mit einem Warenumschlag von 500.000 Tonnen pro Jahr. Weitere technische Verbesserungen wurden nur unzureichend umgesetzt, so zum Beispiel der Bau einer Ölpipeline zur einzigen Erdölraffinerie Mauretaniens nördlich angrenzend an den Port Minéralier, die Société Mauritanienne d'Industrie de Raffinage, im Besitz und betrieben von der algerischen Nafta. Die Verarbeitungskapazität betrug 20.000 Barrel importiertes Rohöl pro Tag und sollte die mauretanische Fischereiflotte mit Treibstoff versorgen. Seit 2000 ist die Produktion jedoch eingestellt. Im Juni 2002 begann der Bau eines neuen Kais für den Fischereihafen mit projektierten Kosten von 1,4 Millionen US-Dollar. Eine neue Kühlhalle und eine Lagerhalle sollen den Hafen auf den technischen Standard der Kanarischen Inseln anheben.
Während des Westsaharakonflikts ab 1976 war die Situation in der Stadt angespannt, da man mit einem Überfall der Frente Polisario rechnete. Zum Schutz der Stadt erlaubte der damalige Präsident Moktar Ould Daddah die Stationierung marokkanischer Truppen in der Nähe. Bis sich Mauretanien 1979 aus der Westsahara und damit aus dem Konflikt zurückzog, war die Stadt nicht angegriffen worden. Nach der Friedensvereinbarung zwischen Mauretanien und der Polisario im Juni 1979 in Algier fürchtete der neue Militärmachthaber Mohamed Khouna Ould Haidalla einen marokkanischen Angriff. Daher wurden die marokkanischen Truppen um Nouadibhou durch französische Fallschirmjäger ersetzt.
Die Vorgeschichte des Eisenerzverladehafens geht auf die Gründung des multinationalen Konsortiums Mines de Fer de Mauritanie (MINERFA) im Jahr 1952 zurück, das den Abbau der Eisenerzvorkommen bei Fort Gouraud (F’dérik) in die Wege leiten sollte. Um 1960 wurde in Nouadhibou der Verladehafen Port Minéralier angelegt. 1963 begannen der Abbau und der Abtransport per Bahn aus der Region F’dérik/Zouérate. Der Erzabbau sorgte in den 1960er Jahren für 85 Prozent der gesamten Exporteinnahmen des Landes. Die Güterzüge verkehren mit bis zu 220 Waggons mit jeweils 84 Tonnen Eisenerz, das im Hafen auf Schiffe mit einer Tragfähigkeit von maximal 150.000 dwt umgeladen wird. 1974 wurde das Konsortium unter dem Namen Société Nationale Industrielle et Minière (SNIM) nationalisiert. In den 1990er Jahren ließ SNIM die Verarbeitungsanlagen am Hafen erweitern; 2005 begann der Bau eines zweiten Kais für Schiffe bis 180.000 dwt. Die Verarbeitungskapazität beträgt 12 Millionen Tonnen pro Jahr.
Am 4. Dezember 2019 kam es in der Nähe der Stadt zu einem Schiffsunglück mit mindestens 62 Toten.

## Stadtbild

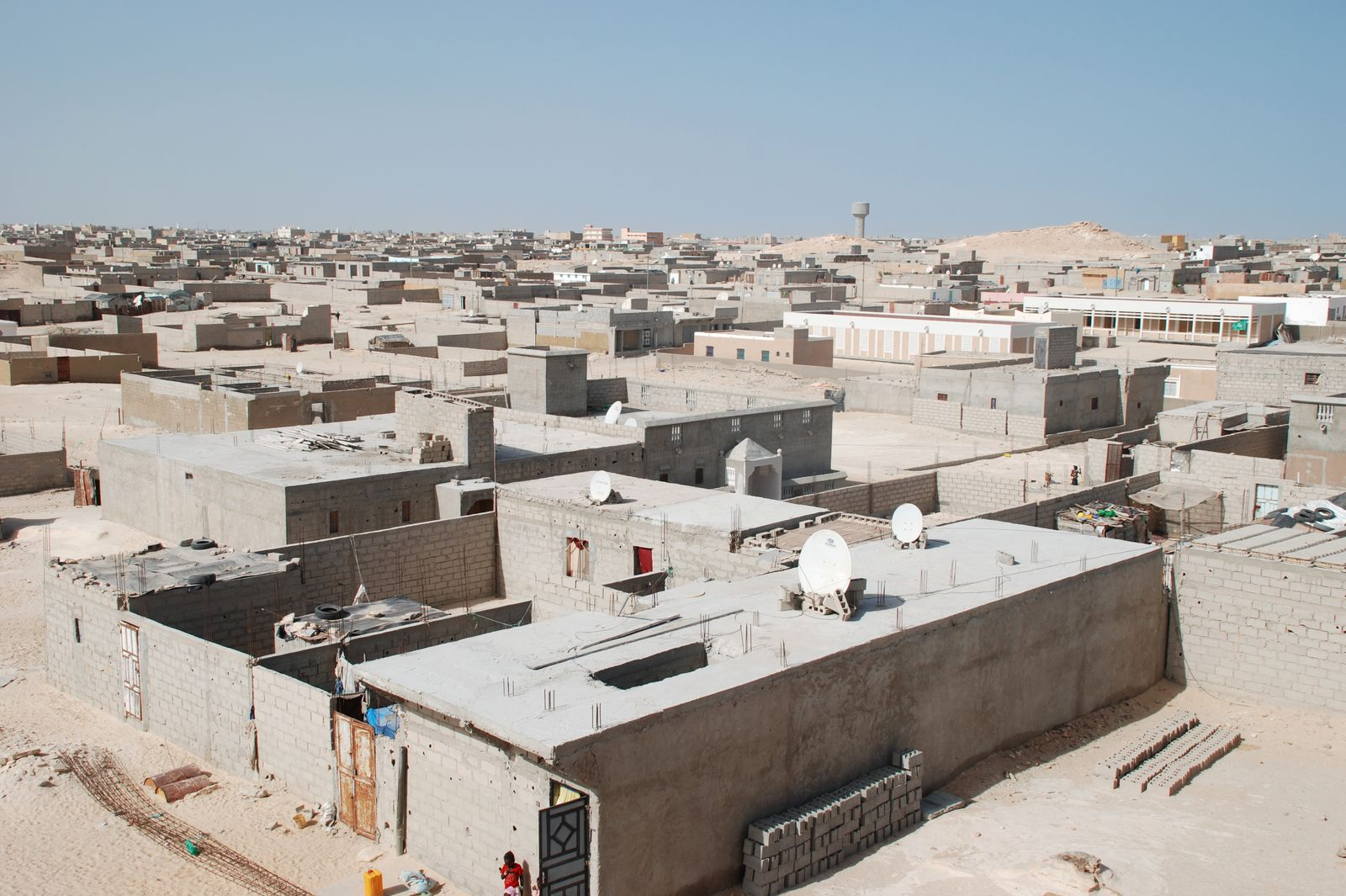
Stadterweiterung im Norden von Numerowat

Nouadhibou ist in nord-südlicher Achse in drei getrennte Stadtteile gegliedert, im Osten von der Lagune und im Westen von der Bahnlinie, die in der Wüste verläuft begrenzt. Im Norden erstreckt sich entlang der  Fernverkehrsstraße der flächenmäßig größte und einwohnerstärkste  Stadtteil Numerowat. Er entstand Anfang der 1980er Jahre in einem weitgehend rechtwinkligen Straßensystem und wird in sechs Wohngebiete untergliedert, die französisch robinets genannt werden nach den jeweiligen öffentlichen Wasserzapfstellen, die in Abständen von einigen 100 Metern die Bevölkerung mit Trinkwasser versorgen. Um diese Zeit wurde eine Wasserleitung von den Grundwasservorkommen bei Boulenoir (Boû Lanouâr), einem 90 Kilometer landeinwärts an der Bahnlinie gelegenen Dorf, bis nach Nouadhibou verlegt. Es gibt kein abgegrenztes Villengebiet in der Stadt, dafür finden sich einige gepflegte Stadthäuser in einem weitläufigeren Teil von Numerowat, an dessen östlichem Rand auf dem flachen Sandstreifen am Ufer der Lagune und im Norden die jüngste ungeplante Siedlungserweiterung mit Billigunterkünften stattfindet. Zwischen der südlichen unteren Geschäftsstraße dieses Stadtteils und der Lagune teilt die von einer knapp vier Kilometer langen Mauer umgebene Landebahn des Flughafens eine weite, versumpfte Sandebene ab.

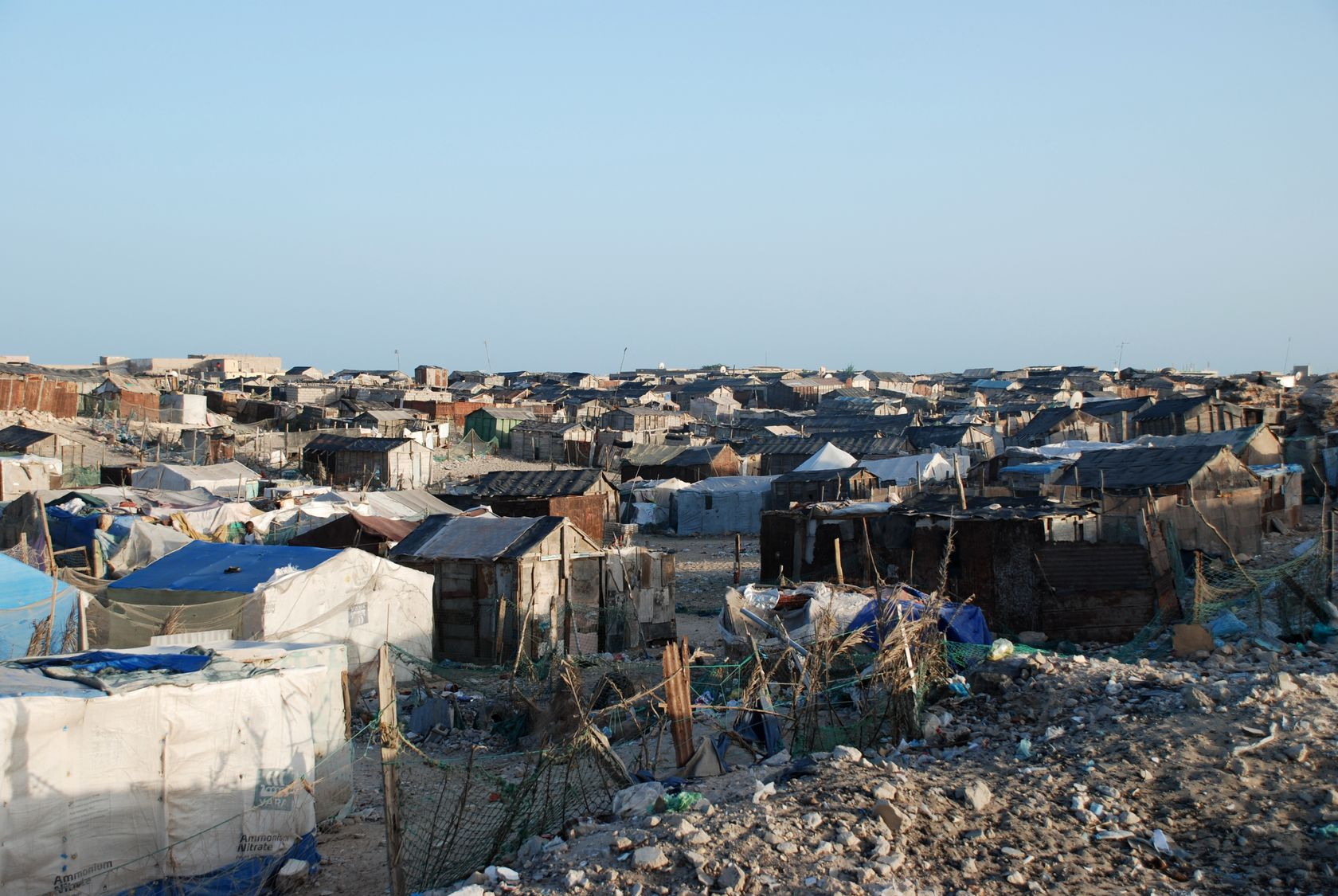
Slum im Westen des Zentrums

Im Zentrum, am nördlichen Ende der halbkreisförmigen Cansado-Bucht, liegt das Geschäftsviertel (einfach Ville, „Stadt“), an dessen gerader Hauptstraße Boulevard Médian Banken, Wechselstuben, Polizei und Verkaufsgeschäfte liegen. Östlich davon ragen in einem weitläufigen Bezirk einige neue große Verwaltungsgebäude in die Höhe. An der östlichen (unteren) Hauptstraße reihen sich einige Mittelklassehotels für Geschäftsleute sowie Restaurants mit europäischer Küche, deren Kundschaft meist Expats sind, darunter Seeleute der internationalen Fischfangflotten, die für die mauretanischen Gewässer Lizenzen besitzen. Chinesische Restaurants bedienen vornehmlich die eigenen Landsleute, einige besitzen einen zweifelhaften Ruf. Durch die Besatzungen von Containerschiffen haben seit 2000 Prostitution und Drogenkonsum zugenommen. Die Parallelstraße westlich des Boulevards führt durch das lebhafte Marktviertel mit kleinen Lebensmittelläden, Kleiderhändlern, Kunsthandwerk (Silberwaren) und einfachen senegalesischen Restaurants.
Die vom Boulevard Médian nach Osten abzweigenden Straßen führen durch den älteren Ortsteil Tcherka und enden nach einem Kilometer beim Fischmarkt und an der geschützten Bucht des alten Fischereihafens Port Artisanal. Die Boote für die Küstenfischerei stammen fast ausschließlich aus dem Senegal, die Besatzung kommt ebenso von dort oder aus benachbarten Ländern der Sudanregion. An der Ostseite des Hafenbeckens hinter einer Fabrik für Fischmehlverarbeitung folgt ein langer Küstenstreifen, auf dem Schiffswracks, die zum Schiffsfriedhof von Nouadhibou gehören, halb auf dem Sandufer seit den 1980er Jahren vor sich hinrosten. Die meisten der noch schwimmfähigen Schiffe sind in der Mitte der Cansado-Bucht verankert. Im Küstenbereich südlich des Fischerhafens liegen auf einer Länge von einem Kilometer kleinere Industriebetriebe und eine Fachschule für Fischereiwirtschaft (Ecole Nationale d'Enseignement Maritime et des Pêches, ENEMP). Die Hauptstraße nach Süden führt direkt auf den modernen Fischereihafen Port de Péche Moderne und den Containerhafen Port Autonome zu.
Den gesamten Westrand von Numerowat, angrenzend an die Sandwüste und das Bahngleis, bildet ein durchschnittlich 200 Meter breites Slumgebiet aus provisorischen Hütten. Ab dem Jahr 2000 entwickelte sich Nouadhibou zu einem Transitort für afrikanische Flüchtlinge, die in überfüllten und meist nicht hochseetauglichen Booten die lebensgefährliche Fahrt zu den Kanarischen Inseln antreten wollen. Die mauretanische Regierung baute in Zusammenarbeit mit der EU spezielle Lager zur Aufnahme der Flüchtlinge, bevor sie wieder in ihre Heimatländer zurückgeschickt werden. Einige siedeln sich dennoch dauerhaft an. Nachdem die Sicherungsanlagen der spanischen Enklaven Ceuta und Melilla 2005 verstärkt wurden, weichen mehr Flüchtlinge auf Ersatzrouten wie über Nouadhibou aus.  So brachte ein spanisches Rettungsschiff im Februar 2007 einen in Seenot geratenen Trawler mit 369 Flüchtlingen aus mehreren afrikanischen und asiatischen Ländern, der auf dem Weg zu den Kanarischen Inseln war, in den Hafen von Nouadhibou. 299 von ihnen wurden unter unzumutbaren Bedingungen in einer Fischlagerhalle untergebracht, wo sie vor ihrer Zurückführung mehrere Monate von spanischen Soldaten bewacht wurden.

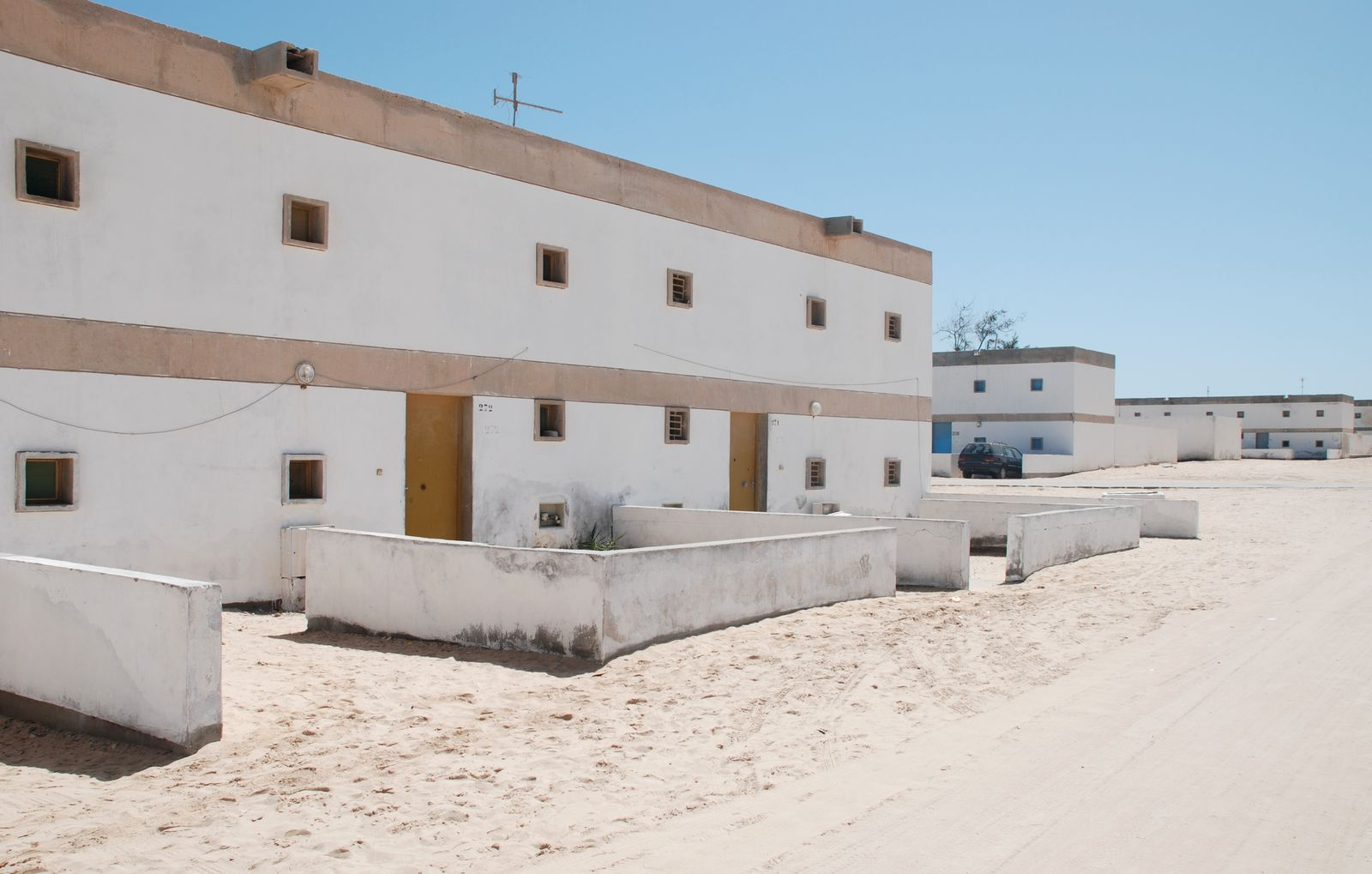
Reihenhaussiedlung Cansado

Acht Kilometer südlich vom Stadtzentrum liegt Cansado (spanisch „müde“), ein 1960 noch von den Franzosen angelegter Stadtteil für die Arbeiter der SNIM-Gesellschaft; deren Arbeitsplatz im Port Minéralier befindet sich weitere drei Kilometer südlich. Cansado hat wie die gesamte Stadt eine mehrheitlich schwarzafrikanische Einwohnerschaft. Die Siedlung liegt am Südende der gleichnamigen Bucht. Um einen Zentrumsplatz wurden standardisierte Reihenhäuser errichtet, von denen die höherwertigen über einen PKW-Abstellplatz und einen Vorgarten an der Straßenseite und einen ummauerten kleinen Garten an der rückwärtigen Seite verfügen. Auf halbem Weg zwischen dem Stadtzentrum und Cansado ist ein unscheinbares Steingebäude zu sehen, das die Eisenbahnhaltestelle für Passagiere markiert.

## Klimatabelle
|                       | Jan  | Feb  | Mär  | Apr  | Mai  | Jun  | Jul  | Aug  | Sep  | Okt  | Nov  | Dez  |   |      |
| Mittl. Tagesmax. (°C) | 24,3 | 25,4 | 27,0 | 26,2 | 26,5 | 27,9 | 27,2 | 28,2 | 30,5 | 29,9 | 27,3 | 24,7 | ⌀ | 27,1 |
| Mittl. Tagesmin. (°C) | 13,6 | 14,2 | 14,8 | 15,1 | 16,1 | 17,4 | 18,8 | 19,9 | 20,3 | 19,0 | 16,8 | 14,5 | ⌀ | 16,7 |
|                       |      |      |      |      |      |      |      |      |      |      |      |      |   |      |
| Niederschlag (mm)     | 2    | 3    | 2    | 0    | 0    | 0    | 1    | 3    | 5    | 3    | 2    | 1    | Σ | 22   |
|                       |      |      |      |      |      |      |      |      |      |      |      |      |   |      |
| Sonnenstunden (h/d)   | 8,0  | 8,4  | 9,0  | 9,5  | 10,0 | 9,2  | 8,4  | 8,8  | 8,2  | 8,2  | 8,1  | 7,9  | ⌀ | 8,6  |
|                       |      |      |      |      |      |      |      |      |      |      |      |      |   |      |
| Wassertemperatur (°C) | 19   | 18   | 19   | 19   | 19   | 20   | 21   | 24   | 24   | 23   | 22   | 20   | ⌀ | 20,7 |
|                       |      |      |      |      |      |      |      |      |      |      |      |      |   |      |
| Luftfeuchtigkeit (%)  | 63   | 68   | 69   | 72   | 73   | 74   | 79   | 78   | 73   | 72   | 69   | 66   | ⌀ | 71,4 |

| 13,6 |

| 14,2 |

| 14,8 |

| 15,1 |

| 16,1 |

| 17,4 |

| 18,8 |

| 19,9 |

| 20,3 |

| 19,0 |

| 16,8 |

| 14,5 |

| 13,6 |

| 14,2 |

| 14,8 |

| 15,1 |

| 16,1 |

| 17,4 |

| 18,8 |

| 19,9 |

| 20,3 |

| 19,0 |

| 16,8 |

| 14,5 |